# 山本良仙
山本 良仙（やまもと りょうせん、1828年1月26日（文政10年12月10日） - 1903年（明治36年）1月20日）は、江戸時代後期から明治時代の天台宗僧。但馬観音寺の第16世住職。

## 来歴

### 生い立ち
1828年1月26日（文政10年12月10日）、山本忠右衛門の四男として丹波国多紀郡野間村（現・兵庫県丹波篠山市）として生れる。
1847年12月16日（弘化4年11月9日）、20歳の時、家督を相続し丹波国氷上郡北由良村（現・兵庫県丹波市）の福井儀兵衛長女・茂世（もよ）と婚姻するが、仏門に帰依せんと出家の志をやみ難く、親族の山本又治郎を養子に迎えて家を継がせ、自らは1884年（明治17年）1月14日、57歳の時に隠居した。

### 出家後
平安時代前期の僧円仁（慈覚大師）の創建と伝わる兵庫県の湯村温泉郷にある天台宗の古刹・正福寺で修行を積み、出家して「良仙」と号した。1893年（明治26年）4月19日、兵庫県多紀郡城北村ノ内 野間村44番屋敷（現・丹波篠山市）より兵庫県気多郡観音寺村の観音寺へ移り住職となる。同年9月9日、兵庫県二方郡西浜村ノ内 居組村の修験者・役谷龍尊の次男を弟子に取り「良玄」の名を与える。また、同年12月22日には、兵庫県二方郡西浜村ノ内 釜屋村の田畑佐七の三男・文太郎を弟子に取り、翌年7月2日、「良航」の名を与えた。

### 寺院の復興に尽力
明治維新後、廃仏毀釈により荒廃した但馬観音寺の復興に努め、さらに観音寺の復興が軌道に乗ると、寺を良玄、良航の二人の弟子に任せ、自身は坂田金時終焉の地として知られる美作国の観音寺より懇請されて、岡山県勝田郡植月村（現・岡山県勝央町植月中）の天台宗の廃寺の再興に取り組むが、1903年（明治36年）1月20日彼の地で客死した。享年76歳。

## 主な弟子
- 山本良玄
- 山本良航

## 補註
1. ↑  『兵庫県 郷土資料事典』人文社、1997年
2. 1 2  『寺院大図鑑(天台宗兵庫教区)』
3. 1 2 3 4 5 6 7  『但馬の名僧・山本良航傳』
4. ↑  1858年(安政5年)居組村に寺子屋を開いた修験者
5. ↑  “『安政5年(1858)修験者・役谷龍尊が居組村に寺子屋を開く』”.   新温泉町歴史年表 (2010年). 2019年11月20日閲覧。